# Cochamarca (distrito)
O Distrito peruano de Cochamarca é um dos seis distritos da Província de Oyón, situada no Departamento de Lima, pertencente a Região de Lima, Peru.

## Transporte
O distrito de Cochamarca é servido pela seguinte rodovia:
- PE-18, que liga o distrito de Huacho (Região de Lima) à cidade de Ambo (Região de Huánuco)[1][2][3]